# Pseudosciaphila duplex
Pseudosciaphila duplex är en fjärilsart som beskrevs av Walsingham 1895. Pseudosciaphila duplex ingår i släktet Pseudosciaphila och familjen vecklare. Inga underarter finns listade i Catalogue of Life.

## Bildgalleri

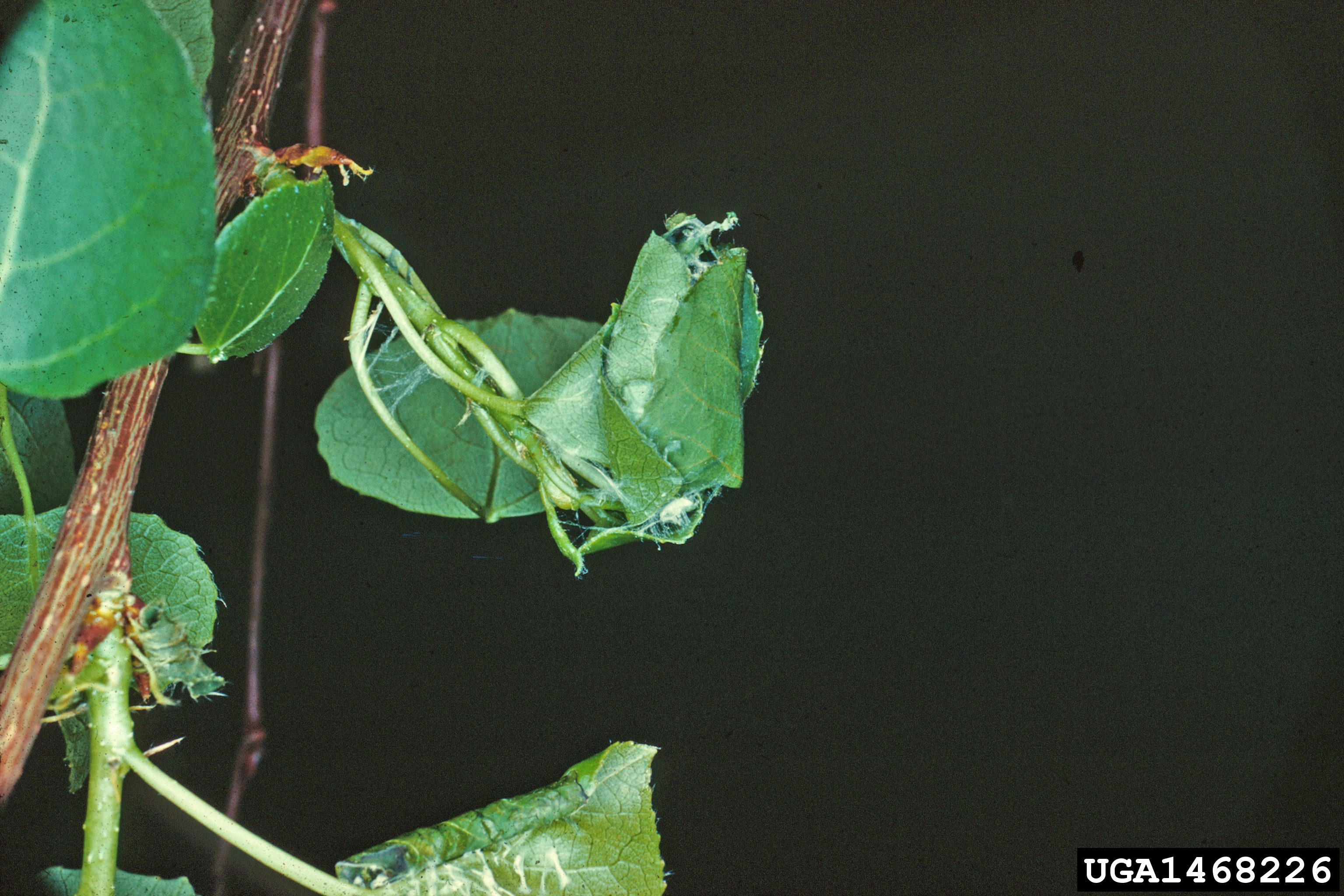
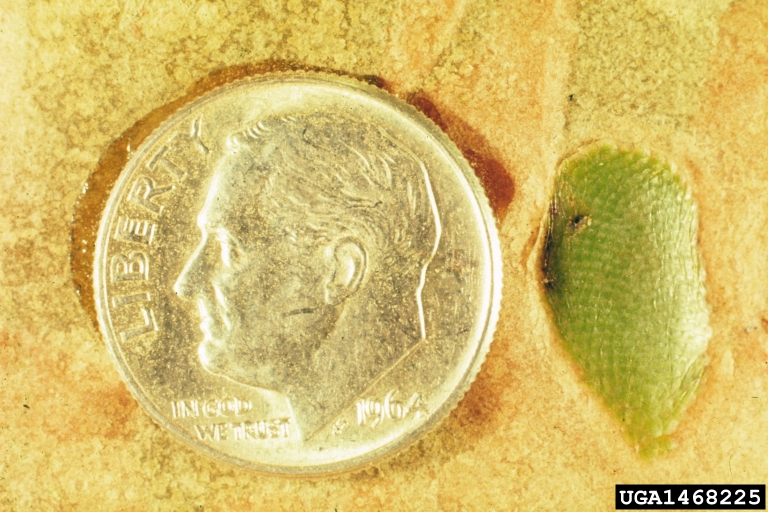
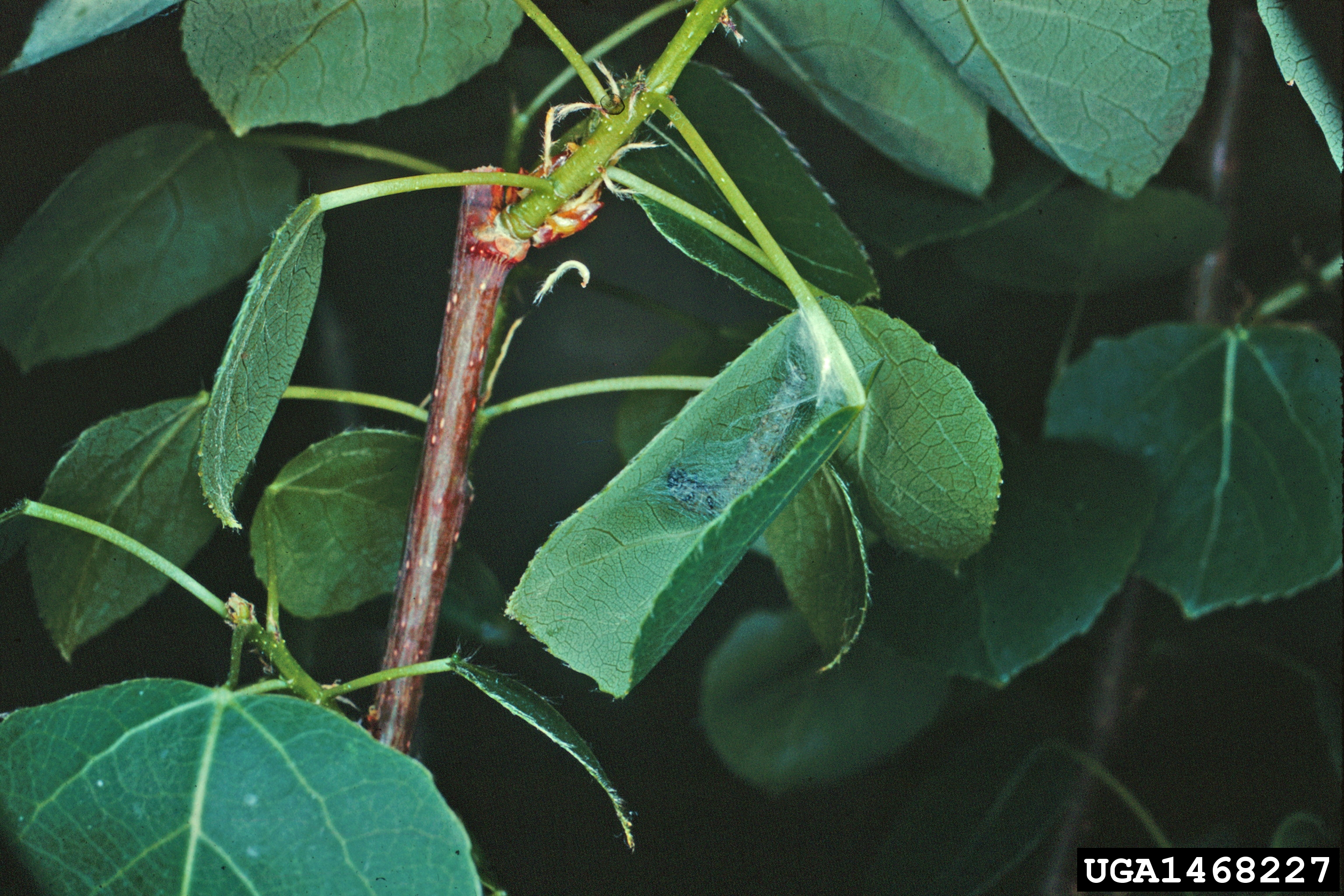
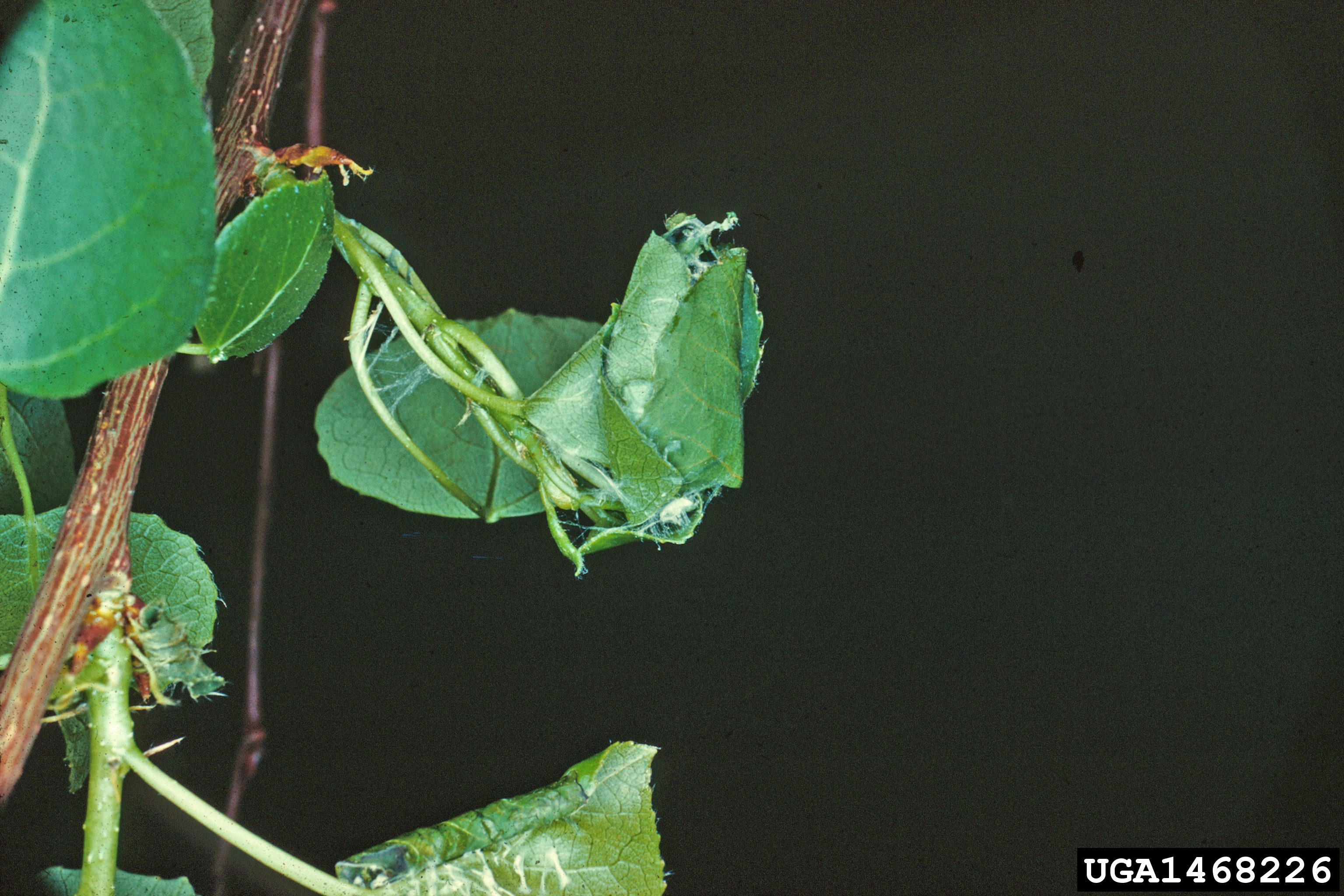
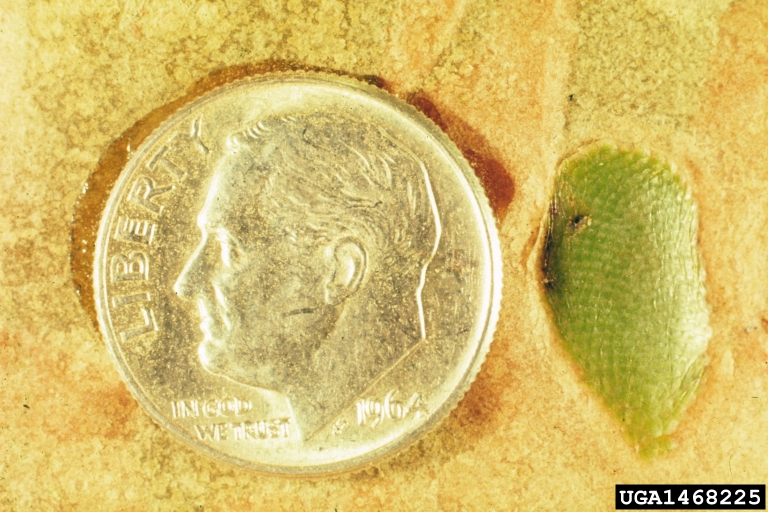